# Dripetrua
Dripetrua (I secolo a.C. – 66 a.C.) fu una principessa pontica, figlia di Mitridate VI del Ponto.

## Biografia
Nata con l'iperdontia, Dripetrua era figlia di Mitridate VI e di Laodice, sua sorella e moglie. Secondo lo storico Ammiano Marcellino, Dripetrua era gravemente malata durante la terza guerra mitridatica e fu lasciata nella fortezza di Sinora sotto la protezione dell'eunuco Menofilo. Quando le forze romane guidate da Mallio Prisco assediarono la fortezza, Menofilo uccise la principessa per evitarle la cattura da parte dei romani e successivamente si suicidò.

## Nella cultura successiva
Boccaccio la ricorda nel De mulieribus claris, in cui la cita erroneamente come regina di Laodicea.